# Натан Лейн
На́тан Лейн (також Не́йтан Лейн; англ. Nathan Lane; 3 лютого 1956, Джерсі-Сіті, Нью-Джерсі, США) — американський актор театру, кіно та озвучування, лауреат премії Лоуренса Олів'є та багатьох інших престижних премій («Еммі», «Тоні»), як за театральні роботи, так і за кар'єру у кінематографі.

## Біографія
Натан (Джозеф) Лейн народився у 1956 році в Джерсі-Сіті (Нью-Джерсі, США) у сім'ї ірландсько-американських католиків. Його було названо на честь свого дядька, священика-єзуїта. Батько Джозефа, Деніел, який був водієм вантажівки, у 1967 році помер від хронічного алкоголізму. Його мати, Нора, була домогосподаркою і секретаркою, і мала біполярний афективний розлад. Померла у 2000 році.. Вихованням Джозефа займалися його брати — Роберт та Деніел.
Лейн закінчив католицьку школу в Джерсі, вивчав драматичне мистецтво у вищій підготовчій школі Святого Петра (англ. St. Peter's Preparatory School). Його було визнано найкращим учнем і удостоєно стипендії для продовження навчання. Проте у коледжі Святого Йосипа Філадельфійського університету Лейн навчався недовго, через недостатність коштів для закінчення повного курсу. Повернувшись додому, вступив до акторської профспілки.
У 1978 році Джозеф Лейн змінив своє ім'я на Натан на честь персонажа популярного мюзиклу «Хлопці і лялечки» Натана Детройта. Дебютувавши у 1982 році на Бродвей, згодом став відомим театральним актором, лауреатом чисельних театральних премій, грав на престижних театральних сценах США і Великої Британії. З 1981 року він починає активно зніматися в телесеріалах.
У 1987 році Натан Лейн дебютував у кіно, зігравши роль Гарольда Аллена у фільмі «Будяк» режисера Гектора Бабенко. Популярність Натану Лейну принесла головна роль в рімейку французької комедії Едуара Молінаро «Клітка для пташок» (1996) режисера Майка Ніколса. За роль власника нічного клубу Альберта Голдмана Натана Лейна в 1997 було удостоєно премії Гільдії акторів кіно США році і номіновано на премію «Золотий глобус» за найкращу чоловічу роль у комедії або мюзиклі.
Серед інших помітних кіноролей Натана Лейна, роботи у стрічках «Мишача охота» (1997, реж. Гор Вербінскі), «Продюсери» (2005, реж. Сьюзен Строуман), «Білосніжка: Помста гномів» (2012, реж. Тарсем Сінгх)
Окрім роботи у театрі, на телебаченні та в кіно, Натан Лейн активно працює над озвучуванням анімаційних фільмів. Серед його найкращих робіт у цій царині: «Король Лев» (1994), «Тімон і Пумба» (1995–1998, премія «Еммі», 1995), «Стюарт Літтл» (1999) та інші.
У 2006 році Натан Лейн удостоєний Зірки на Голлівудській Алеї Слави (№ 6801) за свій внесок у розвиток кіноіндустрії..

## Особисте життя
Натан Лейн відкритий гей. Багато років живе з театральним продюсером Девліном Елліоттом.

## Вибіркова фільмографія
| Рік       |    | Українська назва                  | Оригінальна назва                        | Роль                                                         |
| --------- | -- | --------------------------------- | ---------------------------------------- | ------------------------------------------------------------ |
| 1981      | тф |                                   | Jacqueline Susann's Valley of the Dolls  | менеждер                                                     |
| 1982      | с  |                                   | One of the Boys                          | Джонатан Бернс (13 епізодів)                                 |
| 1985      | с  | Поліція Маямі                     | Miami Vice                               | Морті Прайс (Епізод: "Buddies")                              |
| 1987      | ф  | Будяк                             | Ironweed                                 | Гарольд Аллен                                                |
| 1990      | ф  | Джо проти вулкану                 | Joe Versus the Volcano                   | Бен                                                          |
| 1991      | ф  | Він сказав, вона сказала          | He Said, She Said                        | Віллі Турман                                                 |
| 1991      | ф  | Френкі та Джоні                   | Frankie and Johnny                       | Тім                                                          |
| 1993      | ф  | Моральні цінності сімейки Адамсів | Addams Family Values                     | старший сержант                                              |
| 1994      | мф | Король Лев                        | The Lion King                            | Тімон (озвучення)                                            |
| 1995      | ф  | Джефрі                            | Jeffrey                                  | отець Ден                                                    |
| 1995      | с  | Фрейзер                           | Frasier                                  | Філ (Епізод: "Fool Me Once, Shame on You, Fool Me Twice...") |
| 1995      | мс | Тімон і Пумба                     | Timon & Pumbaa                           | Тімон (озвучення, 10 епізодів)                               |
| 1996      | ф  | Клітка для пташок                 | The Birdcage                             | Альберт                                                      |
| 1997      | ф  | Мишаче полювання                  | MouseHunt                                | Ерні Шмунтц                                                  |
| 1997      | с  | Суботнього вечора в прямому ефірі | Saturday Night Live                      | у ролі самого себе (Епізод: "Nathan Lane / Metallica")       |
| 1998      | с  | У захваті від тебе                | Mad About You                            | Натан Твілі (Епізод: "Good Old Reliable Nathan")             |
| 1998      | мф | Король Лев 2: Гордість Сімби      | The Lion King II: Simba's Pride          | Тімон (озвучення)                                            |
| 1999      | ф  | Стюарт Літтл                      | Stuart Little                            | Сніжок (озвучення)                                           |
| 1999      | ф  | З першого погляду                 | At First Sight                           | Філ Вебстер                                                  |
| 2000      | ф  | Справжня жінка                    | Isn't she great                          | Ірвінг Менсфілд                                              |
| 2000      | мф | Титан після загибелі Землі        | Titan A.E                                | Прід (озвучення)                                             |
| 2002      | с  | Секс і місто                      | Sex and the City                         | Боббі Файн (Епізод: "I Love a Charade")                      |
| 2002      | ф  | Стюарт Літтл 2                    | Stuart Little 2                          | Сніжок (озвучення)                                           |
| 2002      | ф  | Остін Паверс: Ґолдмембер          | Austin Powers in Goldmember              | таємнича людина на дискотеці                                 |
| 2002      | ф  | Ніколас Ніклбі                    | Nicholas Nickleby                        | Вінсент Крамлз                                               |
| 2003      | с  |                                   | Charlie Lawrence                         | Чарлі Лоуренс (7 епізодів)                                   |
| 2004      | мф | Улюбленець учителя                | Teacher's Pet                            | Спот/Скотт (озвучення)                                       |
| 2004      | ф  | Побачення з зіркою                | Win a Date with Tad Hamilton!            | Річард Леві                                                  |
| 2004      | с  | Угамуй свій запал                 | Curb Your Enthusiasm                     | Натан Лейн (Епізод: "Opening Night")                         |
| 2004      | мф | Король Лев 1½                     | The Lion King 1½                         | Тімон (озвучення)                                            |
| 2005      | ф  | Продюсери                         | The Producers                            | Макс Б'єлісток                                               |
| 2007      | с  | 30 потрясінь                      | 30 Rock                                  | Едді Донахі (Епізод: "The Fighting Irish")                   |
| 2008      | ф  | На тверезу голову                 | Swing Vote                               | Арт Крамб                                                    |
| 2009      | мф | Астробой                          | Astro Boy                                | Хамегг (озвучення)                                           |
| 2010—2019 | с  | Американська сімейка              | Modern Family                            | Пеппер Зальцман (10 епізодів)                                |
| 2010      | ф  | Лускунчик і Щурячий Король        | The Nutcracker in 3D                     | дядько Альберт                                               |
| 2012      | ф  | Білосніжка: Помста гномів         | Mirror Mirror                            | Брайтон                                                      |
| 2012—2014 | с  | Гарна дружина                     | The Good Wife                            | Кларк Хайден (15 епізодів)                                   |
| 2013      | ф  | Учитель англійської               | The English Teacher                      | містер Капінас                                               |
| 2016      | ф  | Керрі Пілбі                       | Carrie Pilby                             | доктор Петров                                                |
| 2017      | ф  | Зникнення Сідні Голла             | The Vanishing of Sidney Hall             | Гарольд                                                      |
| 2017      | ф  |                                   | National Theatre Live: Angels in America | Рой Кон                                                      |
| 2018      | с  | Чорний список                     | The Blacklist                            | Абрахам Стерн (Епізод: "Abraham Stern (No. 100)")            |
| 2020      | с  | Бульварні жахіття: Місто Янголів  | Penny Dreadful: City of Angels           | Льюїс Міченер (10 епізодів)                                  |
| 2021—2022 | с  | Вбивства в одній будівлі          | Only Murders in the Building             | Тедді Дімас (8 епізодів)                                     |
| 2022      | с  | Позолочене століття               | The Gilded Age                           | Ворд Макалістер (5 епізодів)                                 |
| 2023      | ф  | Усі страхи Бо                     | Beau Is Afraid                           | Роджер Стенвік                                               |
| 2023      | мф | Одного разу на студії             | Once Upon a Studio                       | Тімон (озвучення)                                            |
| 2024      | мф | Зачарована                        | Spellbound                               | Оракул Сонця (озвучення)                                     |